# Juan Machuca
Juan Salvador Machuca Valdés (Santiago, 1951. március 7. –) chilei válogatott labdarúgó.

## Pályafutása

### Klubcsapatban
1970 és 1983 között az Unión Española csapatában játszott, melynek tagjaként három alkalommal (1973, 1975, 1977) nyerte meg a chilei bajnokságot. 1975-ben csapatával bejutott a Copa Libertadores döntőjébe is, de ott alulmaradtak az argentin Independientével szemben. 

### A válogatottban
1972 és 1977 között 21 alkalommal szerepelt az chilei válogatottban. Részt vett az 1974-es világbajnokságon és tagja volt az 1975-ös Copa Américán részt vevő válogatott keretének is.

## Sikerei, díjai
Unión Española
- Chilei bajnok (3): 1973, 1975, 1977
- Copa Libertadores döntős (1): 1975